# リボヌクレアーゼP

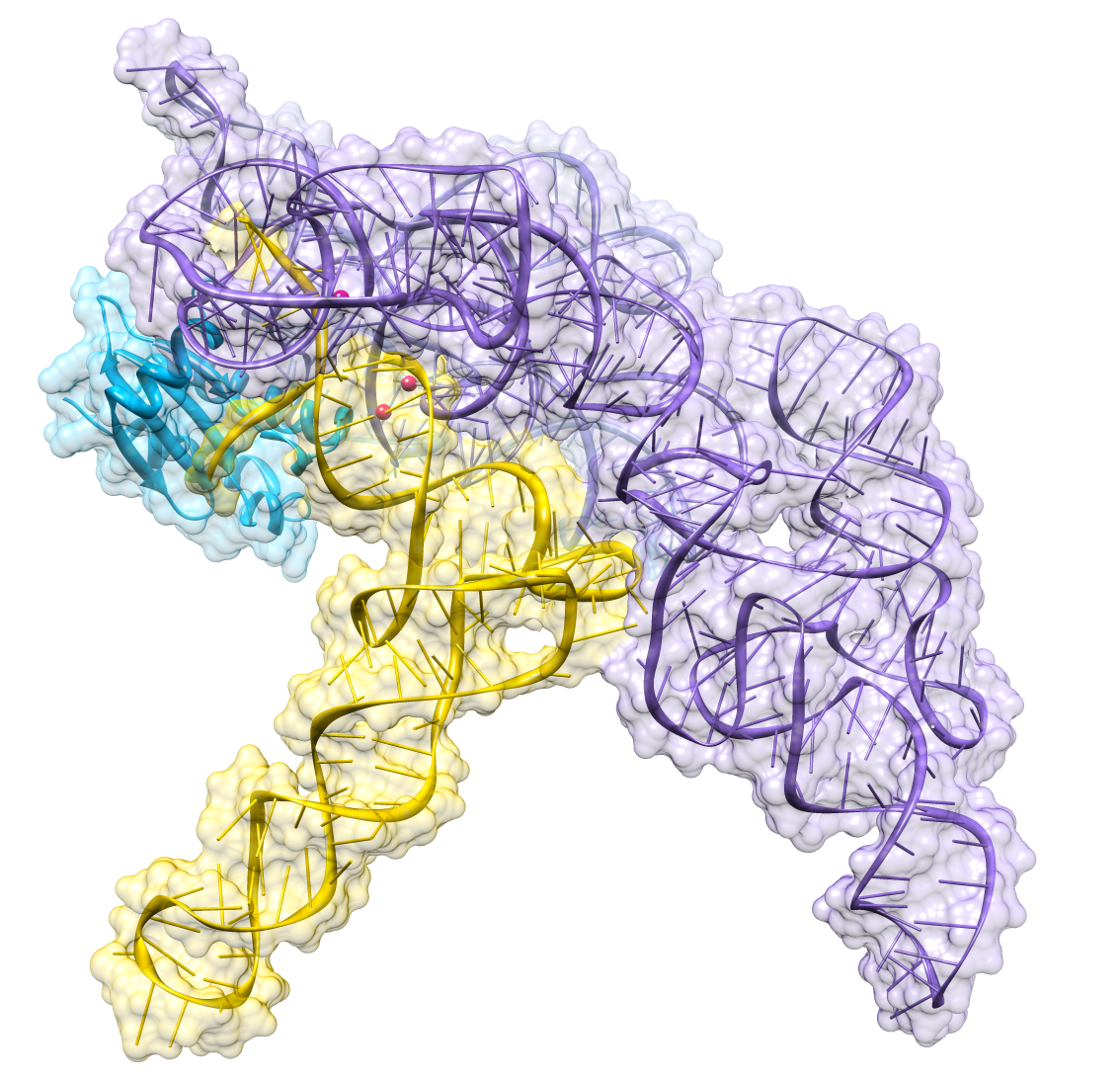
tRNA（黄）と複合体を形成した細菌のRNase Pホロ酵素の結晶構造。触媒に関与する金属イオンが桃色の球で示されている。

リボヌクレアーゼP（EC 3.1.26.5、英: ribonuclease P、略称: RNase P）は、RNAを切断するリボヌクレアーゼの1種である。RNase Pは、リボザイム（タンパク質ベースの酵素と同様に触媒として機能するリボ核酸）であるという点で他のリボヌクレアーゼとは異なり独特である。RNase Pの機能は、tRNA分子から余分な前駆体配列を切除することである。RNase Pは、自然界に存在する、複数回の反応を行うことのできる2種類の既知のリボザイムのうちの1つである（もう1つはリボソーム）。RNase Pなどのリボザイムの発見により、シドニー・アルトマンとトーマス・チェックは1989年にノーベル化学賞を受賞した。1970年代、アルトマンは隣接配列（5'リーダー配列）を持ったtRNA前駆体が存在すること、RNase Pがその配列の除去（プロセシング）を行うことを発見した。また、近年RNase Pの新たな機能も明らかにされている。ヒトの核内のRNase Pは、tRNA、5S rRNA、SRP RNA、U6 snRNAなど、さまざまな低分子ノンコーディングRNAの正常で効率的な転写に必要である。これらのRNAの転写は、ヒト細胞における3つの主要なRNAポリメラーゼのうちの1つであるRNAポリメラーゼIIIによって行われる。

## 細菌
細菌のRNase Pは、M1 RNAと呼ばれるRNA鎖とC5タンパク質と呼ばれるポリペプチド鎖の2つの構成要素からなる。In vivoでリボザイムとして適切に機能するためには双方の構成要素が必要であるが、in vitroではM1 RNAのみで触媒として機能することができる。C5タンパク質の主要な役割は基質との結合親和性とM1 RNAの触媒速度を増加させることであり、おそらく活性部位への金属イオンの親和性の向上を担っていると考えられる。tRNAを結合した細菌RNase Pホロ酵素の結晶構造が近年解かれ、同軸的スタッキングをした大きなヘリカルドメインが、tRNA前駆体を形状に基づいて認識していることが示された。この結晶構造は、基質認識と触媒に関する初期のモデルを裏付け、活性部位の位置を特定し、タンパク質構成要素がどのようにRNase Pの機能を向上させているのかを明らかにした。

## 古細菌
古細菌では、RNase PはRNAと4–5個のタンパク質サブユニットからなるリボヌクレオタンパク質である。In vitroでの再構成実験により、tRNAのプロセシングに関しては個々のタンパク質サブユニットは必須ではなく、本質的にはRNA構成要素によって媒介されていることが明らかにされた。古細菌のRNase Pのタンパク質サブユニットの構造はX線結晶構造解析とNMRによって解かれており、機能の基礎となる新たなタンパク質ドメインとそのフォールディングが明らかにされている。
比較ゲノミクスと計算科学的手法の改善により、「タイプT」と呼ばれる極端に最小化されたRNase PのRNAが、ピュロバクルム属、Caldivirga属、Vulcanisaeta属を含む、クレン古細菌のテルモプロテウス科のすべての完全ゲノム中に発見された。これらはすべて従来型の触媒ドメインを保持していたが、はっきりとした特異性ドメインは見られなかった。RNAのみによるtRNAの5'プロセシング活性は実験的に確認されている。ピュロバクルム属とCaldivirga属のRNase PのRNAは、これまでに自然界で発見されたトランスに作用するリボザイムの中で最小のものである。これらのRNAにおける特異性ドメインの喪失は、基質特異性に変化が生じている可能性を示唆している。
近年、Nanoarchaeum equitansと呼ばれる古細菌はRNase Pを持っていないという主張がなされている。計算科学的・実験的研究からは、RNase Pの存在を示す証拠は得られていない。この生物ではtRNAのプロモーターはtRNA遺伝子に近接して存在し、転写はtRNAの最初の塩基から開始され、そのためRNase Pによる除去の必要がないと考えられている。

## 真核生物
ヒトや酵母のような真核生物では、ほとんどのRNase Pは、細菌のものと構造的に類似したRNA鎖と9–10種類の結合タンパク質から構成される。これらのタンパク質サブユニットのうちの5つは古細菌のサブユニットと相同である。RNaseのタンパク質サブユニットは、核小体でリボソームRNAのプロセシングに関与する触媒性リボヌクレオタンパク質のRNase MRPと共通である。真核生物のRNase Pがリボザイムであることは近年になって示された。真核生物のRNase Pに多数存在するタンパク質サブユニットはtRNAのプロセシングにはわずかな寄与しかしていないが、一方で遺伝子の転写や細胞周期といった、RNase PやRNase MRPが有する他の生物学的機能には必須のようである。
高等動物や植物のミトコンドリア、葉緑体や色素体は、細菌に起源を有するにもかかわらず、RNAを基盤とするRNase Pを持っていないようである。ヒトのミトコンドリアのRNase Pはタンパク質であり、RNAを含まないことが示されている。ホウレンソウの葉緑体のRNase Pに関しても、RNAサブユニットなしで機能することが示されている。

## RNase Pを利用した治療
現在RNase Pは、単純ヘルペスウイルス、サイトメガロウイルス、インフルエンザや他の呼吸器感染症、ヒト免疫不全ウイルス、BCR-ABL融合遺伝子によるがんなどの疾患に対する治療法としての研究が行われている。RNase Pを利用した治療にはexternal guide sequence（EGS）と呼ばれるガイド配列が利用される。EGSは、標的ウイルスやがん遺伝子のmRNAに対し相補的で、tRNAのTループとアクセプターステムを模倣する構造を持つよう設計される。このような構造を持つEGSはRNase Pによって認識され、標的mRNAは切断される。EGSを用いた治療はマウス培養細胞と生体で有効性が示されている。

## 関連文献
- Nobel Lecture of Sidney Altman, Nobel prize in Chemistry 1989
- Frank, DN; Pace NR (1998). “Ribonuclease P: unity and diversity in a tRNA processing ribozyme”. Annu Rev Biochem 67:  153–180. doi:10.1146/annurev.biochem.67.1.153. PMID 9759486.
- Brown, JW (1999). “The Ribonuclease P Database”. Nucleic Acids Res 27 (1):  314–. doi:10.1093/nar/27.1.314. PMC 148169. PMID 9847214.